# Jernej Jereb
Jernej Jereb, slovenski podobar, * 22. avgust 1838, Vrh Svetih Treh Kraljev, † 22. februar 1929, Hvar.

## Življenje in delo
Rodil se je na kmetiji na Vrhu Svetih Treh Kraljev 8 (sedaj 15). Pri trinajstih letih se je začel učiti v Idriji pri Juriju Tavčarju, pet let podobarstva in eno leto slikarstva. Kot pomočnik je pri njem delal še sedem let. Nato je bil sedem mesecev zaposlen pri rezbarju Matiju Ozbiču v Kamniku. Od tam se je preselil v Metliko. Največ njegovih del je v Beli krajini, nekaj pa tudi na Hrvaškem. Izdeloval in restavriral je oltarje in kipe. Najpomembnejše delo je ikonostas za pravoslavno cerkev v Metliki. Kot pomočniki so pri njem delovali Josip Čeferin, Ludvik Grilc in Alojz Gangl in trije sinovi. Leta 1926 je prenehal z delom in odšel k hčeri v Dalmacijo. Umrl je na Hvaru. Njegovo delo je nadaljeval sin Vincenc Jereb.
1. ↑  https://www.obrazislovenskihpokrajin.si/oseba/jereb-jernej/